# Le Neufour
Le Neufour é uma comuna francesa na região administrativa de Grande Leste, no departamento de Meuse. Estende-se por uma área de 0,9 km². Em 2010 a comuna tinha 74 habitantes (densidade: 82,2 hab./km²).